# Pleea
Pleea, monotiski biljni rod iz porodice tofildijevke. Domovina su joj Alabama, Florida i Sjeverna i Južna Karolina. Jedina vrsta je Pleea tenuifolia, lokalno nazivana rush featherling. 
Višegodišnja je biljka koja cvjeta u kolovozu, rujnu, listopadu i studenom bijelim cvjetovima. Naraste do 45 cm (18 inči) visine.

## Sinonimi
- Ennearina pleiana Raf.
- Tofieldia tenuifolia (Michx.) Utech

- P. tenuifolia
- P. tenuifolia